# Heinz Homeier
Heinz Dieter Homeier (* 1940/1941; † 1. Juni 2023) war ein österreichischer Basketballspieler.

## Leben
Homeier wechselte als Jugendlicher in den Nachwuchsbereich von Union Babenberg. Bei dem Verein gelang ihm der Sprung in die Bundesliga, 1959 gewann der zwei Meter große Homeier mit Babenberg die Staatsmeisterschaft. 1966 errang er den Titel erneut, diesmal mit Union Kuenring. Am Ende seiner Laufbahn spielte Homeier beim Post SV Wien.
Im Zeitraum 1959 bis 1970 wurde er in 38 Länderspielen eingesetzt, in denen er es auf eine Gesamtzahl von 338 Punkten brachte. Im August 1960 war er mit einem Durchschnitt von 10,6 Punkten je Begegnung der zweitbeste Korbschütze der österreichischen Auswahlmannschaft beim in Bologna ausgetragenen Ausscheidungsturnier zu den Olympischen Sommerspielen.
Homeier ergriff den Beruf des Lehrers in den Fächern Deutsch und Englisch.